# 洪慶麟
洪慶麟（1928年1月13日—2013年6月19日），臺灣政治人物，於1972年代表中國國民黨在台灣省第五選區（高高屏澎）以第二高票當選為第一屆增額立法委員，並於1975年以二十一萬最高票蟬聯立委。立委卸任後，曾先後擔任台灣省政府建設廳副廳長、內政部職業訓練局第二任局長，並於1987年與內政部政務次長鄭水枝先生共同籌備創立行政院勞工委員會，並積極參與勞動基準法草案之制訂，復於同年出任勞委會創會政務副主任委員，1988年－1989年間曾代理勞委會主委，公職退休後擔任永達技術學院董事長。生平曾發表「委任立法要件之比較研究」及「分權理論與制度的再認識」…等三十餘部著作，屢受多篇博碩士論文所引用，並長年以兼任教授身份任教於中央警官學校（現為中央警察大學）、政治作戰學校（現為國防大學政治作戰學院）、中國文化大學及司法官訓練所（現為法務部司法官學院）。後於2013年6月19日病逝，獲總統頒發褒揚令褒揚其貢獻。
。